# Lucius Vecilius Modestus
Lucius Vecilius Modestus (vollständige Namensform Lucius Vecilius Gai filius Lemonia Modestus) war ein im 1. Jahrhundert n. Chr. lebender Angehöriger des römischen Ritterstandes (Eques). Durch eine Inschrift, die in Timacum Minus gefunden wurde, sind einzelne Stationen seiner Laufbahn bekannt.
Modestus übte zunächst zivile Tätigkeiten als Duovir iure dicundo und Praefectus fabrum aus. Danach folgte seine militärische Laufbahn, die aus zwei Positionen bestand: er war Tribunus militum in der Legio VI Ferrata, die in der Provinz Syria stationiert war und Kommandeur (Präfekt) der Cohors I Thracum Syriaca equitata, die in Moesia stationiert war.
Modestus war in der Tribus Lemonia eingeschrieben. Die Inschrift wurde ihm zu Ehren von der Kohorte errichtet.